# Institut royal météorologique de Belgique
 (août 2016).
Pour les articles homonymes, voir IRM.
L'Institut royal météorologique de Belgique (IRM ; en néerlandais : Koninklijk Meteorologisch Instituut van België, KMI ; en allemand : Königliche Meteorologische Institut, KMI) est une institution fédérale belge, qui effectue des recherches scientifiques dans le domaine de la météorologie. L’IRM dépend du Service public de programmation Politique scientifique, BELSPO.
L'institut est membre de l'Organisation météorologique mondiale, du Centre européen de prévision météorologique à moyen terme, d'EUMETSAT et du GIE Eumetnet.

## Historique

### Débuts
En 1823, Adolphe Quetelet obtient du ministre de l’Instruction publique la création d’un Institut d'observations astronomiques à Bruxelles. C'est au même moment que se réalisent les premières observations météorologiques. En 1876, Jean-Charles Houzeau de Lehaie devient le nouveau directeur de l’Observatoire. Très vite, il met sur pied le projet de déménager l’Observatoire depuis le site de Saint-Josse-ten-Noode vers Uccle et de séparer l’astronomie de la météorologie ce qui débouche le 1er septembre 1876 sur le premier bulletin du temps météorologique belge est édité, sur base d’une analyse de carte synoptique.
Bien que l'Observatoire reste responsable d'astronomie et de météorologie, la section météorologique évolue de son côté et en avril 1906, le premier ballon-sonde est lancé dans l’objectif d’obtenir des observations météorologiques en altitude. Le 31 juillet 1913, le service météorologique de l’Observatoire devient une institution autonome sous le nom d’Institut royal météorologique (IRM). Jean Vincent en est le premier directeur.

### XXesiècle
L'IRM fut bombardé le 20 août 1914 et de 1914 à 1918, pendant l'occupation allemande de la Première Guerre mondiale, a cessé pratiquement toute activité. Il est reconstruit début 1919 et Jules Jaumotte, astronome, aviateur de guerre et pionnier de la photographie aérienne stéréoscopique, en devient le directeur. Il s'attache à rendre possible la succession rapide de sondages atmosphériques en temps réel. Ces nouvelles approches dans l’étude de l’atmosphère terrestre font émerger une nouvelle science, l’aérologie synoptique. Lors de la participation de la Belgique à la deuxième année polaire internationale (1932-1933), Jules Jaumotte réalise des photographies automatiques de nuages à haute altitude par ballons, grâce à un procédé reliant le fonctionnement des appareils à la mesure de l'altitude.
Pendant la Seconde Guerre mondiale, l'institut est réquisitionné par les nazis afin de servir d'observatoire militaire, et il est détruit par les américains en 1944. Les reconstructions débutèrent fin 1946. Cependant, Le Major Albert de Dorlodot est ministre de la Défense nationale sous le gouvernement en exil à Londres et demande en 1944 à l’astrophysicien Paul Ledoux et à Nérée Vander Elst de créer au Congo belge un département météorologique pour le Congo belge et le Ruanda-Urundi qui servira aux Alliés.
En 1956, l'IRM inaugure le Centre de géophysique de Dourbes qui étudie notamment le magnétisme et l’électricité atmosphérique qui remplace celui de Uccle qui est très affecté par la ville qui grandit. À partir de 1957, une série de radars météorologiques et de profileurs de vents sont rendus opérationnels à l’IRM et au cours des années 1960, les modèles de prévision numérique du temps et les données de satellites météorologiques commencent à être utilisés.
Le 11 octobre 1973, la Belgique et d'autres pays européens signent à Bruxelles une convention qui prévoit la création du Centre européen de prévision météorologique à moyen terme (CEPMMT). Celui-ci débuta ses activités en 1975 à Reading, au Royaume-Uni. En 1986, la Belgique participe aussi à la création d’EUMETSAT, l’Organisation européenne pour l’exploitation des satellites météorologiques. Le pays est également membre depuis 1995 d’EUMETNET, une coopération entre les services météorologiques nationaux d’Europe  pour organiser une expertise collective dans le domaine de la météo, du climat, de l’environnement et des activités connexes.

## L’évolution technologique
Durant les années 1990 et lorsque Henri Malcorps est directeur, l’IRM s’équipe de multiples nouvelles technologies comme l’installation en 1992 d’un système d’alerte de la foudre par interférométrie radioélectrique (SAFIR), permettant de localiser chaque impact des éclairs sur la Belgique en temps réel, avec une précision d’environ 1 km.
Un autre exemple est, en 1993, lorsque  l’IRM lance une banque de données météorologiques accessible très facilement via un ordinateur : MeteoBBS. Ce système permet de visualiser les photos satellites, les images des radars météorologiques, les cartes SAFIR, les observations, les prévisions et les avertissements météorologiques.
La technologie scientifique est en plein essor. En 1995, le satellite METEOSAT, situé à 36 000 km au-dessus de la Terre, fournit toutes les demi-heures des images d’observations qui sont d'une grande qualité.
L’Institut royal météorologique se dote en 2001 d’un tout nouveau radar mesurant la quantité de tous les types de précipitations dans un rayon de 240 km. Il se situe à Libramont dans la province de Luxembourg.
Le Dr Henri Malcorps prend sa retraite en 2010, et c’est  le Dr Daniel Gellens qui assure depuis le rôle de directeur ad interim.

## Situation
L’IRM se situe à Uccle, sur un « plateau » en compagnie de l’Observatoire royal de Belgique (ORB) et de l’Institut d'aéronomie spatiale de Belgique (IASB).
Le plateau d'Uccle abrite un parc climatologique qui sert de référence pour la climatologie en Belgique.
Sous l’autorité du ministère de la Politique scientifique fédérale, l’IRM est le premier responsable de la rédaction et la diffusion des avertissements météorologiques en Belgique, en collaboration avec l’organisation européenne  Meteoalarm.
L’Institut royal météorologique établit tous les jours des prévisions météorologiques destinées au grand public et à des secteurs d’activité plus précis (agriculture, réseau routier, médias, secteur énergétique…). En plus des prévisions météorologiques, l’Institut publie tous les mois un rapport climatologique, retraçant pour chaque jour du mois précédent la vitesse du vent ; les températures moyenne, minimale et maximale ; les précipitations et la durée d’insolation. Toutes ces données sont disponibles gratuitement sur le site internet de l’IRM.
Le visage actuel de l’IRM reflète l’importance accordée à la recherche météorologique et scientifique, dans des domaines comme la prévision du temps, les problèmes fondamentaux de la science de l’atmosphère et du climat, le cycle hydrologique, les systèmes d’observations, le géomagnétisme et ionosphère.

## Les outils et collaborations de l’IRM
L’Institut possède un réseau dense de stations d’observations à travers toute la Belgique, ainsi que des radars de précipitations, un système de détection de la foudre, des instruments de mesure sur des satellites…
Il participe aussi à l’élaboration de nombreux projets, comme le Solar Impulse, cet avion très léger et de grande envergure qui fonctionne exclusivement à l'énergie solaire.
L’Institut royal météorologique travaille en étroite collaboration avec IRCELINE, et le SPF Santé publique pour avertir la population en cas de pics d'ozone et de vagues de chaleur.

## Cinéma
- Couleur du temps, (1950), 18 minutes. Documentaire réalisé par Lucien Deroisy.